# Masamune
Masamune Okazaki (正宗), também conhecido como Gorō Nyūdō Masamune (五郎入道正宗, Padre Gorō Masamune), é amplamente conhecido como o maior ferreiro de espadas do Japão. Masamune alcançou um status quase lendário. Entretanto, é consenso que ele fez a maioria das espadas entre 1288 e 1328 D.C.. Criou as espadas conhecidas hoje como Katanas, em Japonês, e as adagas chamadas Tantō, na tradição Soshu. Acredita-se que trabalhou e viveu na Província de Sagami. Um tipo especial de Katana, longa e que pode chegar a 150 centímetros é uma de suas invençôes, sendo que seu estilo recebe até hoje o nome de Masamune-to.

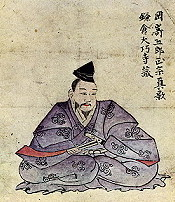
Masamune

Existe um prêmio para ferreiros de espadas chamado Prêmio Masamune no Japão. Embora não contemple ferreiros de espadas todos os anos, contempla ferreiros que fizeram trabalhos excepcionais.
No primeiro Final Fantasy de 1987, a espada Masamune era encontrada no calabouço final do jogo e podia ser equipada por qualquer classe. Foi representada desde então em todos os jogos da franquia. No jogo Final Fantasy VII foi a espada do vilão principal. Nos jogos Final Fantasy IX
Chrono Trigger, Chrono Cross, Dragon Crystal e Final Fantasy I existe uma espada que se chama Masamune. Assim como as katanas de Nyudo Masamune , essa espada possui um grande poder espiritual. É possivel encontrar também uma espada nomeada Masamune no jogo Soul Calibur II e Soul Calibur III para PlayStation 2. Também é homenageada no jogo Castlevania Symphony of the Night, para o personagem Mitsurugi,tambem no anime Soul eater, existe um personagem intitulado masamune, que tambem e uma katana.
Mokiti Okada diz: "A espada de Muramasa, por exemplo, foi feita apenas com o pensamento de matar; a de Masamune foi feita mentalizando a paz. Por isso, dizem que elimina, pelo contrário, a vontade de matar."
O sentimento de Masamune ao realizar as espadas era muito nobre, daí entendemos sua conhecida fama. O sentimento nobre de Masamune e suas habilidades ao forjar uma espada fazia-a se tornar quase que uma obra de arte.